# Konstandinos Theotokis
Stéfanos-Konstandinos Theotokis (en grec Στέφανος-Κωνσταντίνος Θεοτόκης, nascut i mort a Corfú, Grècia, 13 de març de 1872 - 1 de juliol de 1923) va ser un escriptor i traductor grec. És considerat un dels principals representants de l'escola literària de l'Heptanès.

## Biografia
Nascut a Corfú en una família aristocràtica, va estudiar a París filologia, matemàtiques, medicina i química, sense obtenir tanmateix cap diploma. A més de grec i francès, va estudiar anglès, alemany, italià, llatí i sànscrit. Amb 19 anys va publicar la seua primera obra, Vie de montagne, en francés.
En tornar a Grècia es va instal·lar a la casa-palau de la seua família en el poblet de Carusades, prop de la ciutat de Corfú, on va residir la major part de la seua vida. Va participar com a voluntari en la revolució de Creta (1896), en la Guerra greco-turca (1897) i en la Primera Guerra Mundial. Inspirat per les idees socialistes, va ser membre fundador de l'Agrupació Socialista grega i del Cercle Solidari del Treballador de Corfú (1910-1914) i va lluitar per l'emancipació de la dona. Va morir de càncer el 1923, a l'edat de 51 anys.

## Obra
La contribució de la prosa de Konstandinos Theotokis a la literatura grega va ser significativa. En les seues novel·les (L'honor i els diners, La vida i la mort de Karavelas, El presoner i Els esclaus als seus grillons) destaquen la narració dramàtica i la representació realista, inspirades per la condició filosòfica. Els relats transmeten amb senzillesa i frugalitat la vida corfiota de l'època, amb imatges aspres i dures. Van ser publicats en un principi en les revistes Tekhni i Numàs i després reunits sota el títol Històries de Corfú. Va estar influenciat per Nietzsche des dels primers temps de la seua activitat, com deixen veure històries com ara La Passió o De nas a terra.
Novel·les
- Vie de montagne [Vida de muntanya] (1895)
- Η ζωή και ο θάνατος του Καραβέλα [La vida i la mort de Karavelas] (1920)
- Οι σκλάβοι στα δεσμά τους [Els esclaus als seus grillons] (1922)

Novel·les curtes
- Το Πάθος [La Passió] (1899)
- Η τιμή και το χρήμα [L'honor i els diners] (1912)
- Κατάδικος [El presoner] (1919)

Relats
- Το βιο της κυράς Κερκύρας [Els béns de la senyora Kerkira] (1898)
- Πίστομα [De nas a terra] (1899)
- Juventus Mundi (1901)
- Ακόμα; [Encara no?] (1904)
- Κασσώπη [Kassopi] (1904)
- Κάιν [Caín] (1905)
- Απελλής [Apelís] (1905)
- Τίμιος κόσμος [Gent honesta] (1905)
- Η ζωή του χωριού [La vida al poble] (1905)
- Η παντρειά της Σταλαχτής [La boda de Stalakhtí] (1905)
- Οι δυο αγάπες [Els dos amors] (1910)
- Αμάρτησε; [Ha pecat?] (1913)
- Ο παπά Ιορδάνης Πασίχαρος και η ενορία του [El pare Iordanis Pasíkharos i la seua parròquia] (inacabat) (1923)

- Κορφιάτικες ιστορίες [Històries de Corfú] (1935)

Poemes
- Ανέκδοτα σονέτα του Κωνσταντίνου Θεοτόκη [Sonets inèdits de Konstandinos Theotokis] (1991)
- Τα Σονέτα [Els sonets] (1999)

Traduccions
- Ιστορία της ινδικής λογοτεχνίας [Història de la literatura índia]
- Τα γεωργικά του Βεργιλίου [Les Geòrgiques de Virgili] (1909)
- Ὁ Ὀθέλλος, ὁ Μαῦρος τῆς Βενετίας - τραγῳδία τοῦ Γουΐλιαμ Σαίξπηρ [Otel·lo, el moro de Venècia - tragedia de William Shakespeare] (1915)
- Ἡ τρικυμία: Τραγῳδία τοῦ Γουλιέλμου Σαίξπηρ [La tempestat: Tragedia de William Shakespeare] (1916)
- Ἑρμᾶννος καί Δωροθέα [Hermann i Dorothea], Johann Wolfgang von Goethe (1920)
- Μάκβεθ: Τραγωδία τοῦ Γουλιέλμου Σαίξπηρ [Macbeth: Tragedia de William Shakespeare] (1923)
- Τα προβλήματα της φιλοσοφίας [Els problemes de la filosofia], Bertrand Russell (1923)
- Ἡ κυρία Μποβαρύ [Madame Bovary], Gustave Flaubert (1923-1924)
- Νάλας και Νταμαγιάντη, επεισόδιο του Μαχαμπχαράτα [Nala i Damayanti, episodi del Mahabharata (1928)
- Ὁ Ἃμλετ : Τραγωδία σέ πέντε πράξεις [Hamlet: Tragedia en cinc actes] William Shakespeare (1977)
- Περί Φύσεως [De rerum natura], Lucreci (1986)